# Ariana (odrůda révy vinné)
Ariana (zkratka Ar) je středně pozdní až pozdní moštová odrůda révy vinné (Vitis vinifera), určená k výrobě červených vín. Odrůda byla vyšlechtěna v České republice, v Perné na Moravě, křížením odrůd (Ryzlink rýnský × Svatovavřinecké) × Zweigeltrebe.

## Popis
Réva vinná (Vitis vinifera) odrůda Ariana je jednodomá dřevitá pnoucí liána, dorůstající v kultuře až několika metrů. Kmen tloušťky až několik centimetrů je pokryt světlou borkou, která se loupe v pruzích. Úponky révy umožňují této rostlině pnout se po pevných předmětech. Růst je středně bujný se vzpřímenými letorosty.
List odrůdy je středně velký, tmavozelený, tvar čepele kruhovitý, tří- až pětilaločný s velmi mělkými až mělkými horními bočními výkroji. Vrchní strana čepele listu je zprohýbaná, středně puchýřnatá, spodní je hustě štětinatá. Řapíkový výkroj je lyrovitý, otevřený až lehce překrytý s průsvitem, řapík je středně dlouhý, narůžovělý až červenorůžový, stejně jako žilnatina v okolí řapíku.
Oboupohlavní pětičetné květy v hroznovitých květenstvích jsou žlutozelené, samosprašné. Plodem je středně velká, kulatá bobule se středně silnou slupkou. Barva bobule je modročerná, dužnina je bez zbarvení, rozplývavá, plné chuti. Hrozen je středně velký (172 g), hustý, kuželovitý, rozvětvený se středně dlouhou až delší, narůžovělou, někdy rozvětvenou stopkou.

## Původ a rozšíření
Ariana je moštová odrůda révy vinné (Vitis vinifera), kříženec odrůd (Ryzlink rýnský × Svatovavřinecké) × Zweigeltrebe s pracovním označením PE-9/19. Vyšlechtili ji p. František Zatloukal a p. Ing. Ludvík Michlovský ve Šlechtitelské stanici vinařské v Perné u Mikulova.
V ČR je odrůda zastupována firmou Vinselekt Michlovský Rakvice a je právně chráněna. Do Státní odrůdové knihy České republiky byla odrůda zapsána v roce 2001. Udržovatelem odrůdy je p. Ing. Miloš Michlovský, CSc. V ČR zatím odrůda není významněji rozšířena. Zastoupení ve vinicích ČR bylo roku 2010 menší než 0,01 %, roku 2007 byla pěstována na 3,1 ha. Je vhodná k pěstování v obou vinařských oblastech ČR, v Čechách i na Moravě. Na Moravě je místy, víceméně pokusně, pěstována malopěstiteli jako stolní odrůda.

## Název
Ariana je ženské jméno řeckého původu, varianta jména Ariadné. Vzniklo složením slov „ari“ a „andámo“, ve volném překladu „velmi líbivá, ctihodná“.

## Pěstování
Proti poškození zimními mrazy je odolná středně. Hodí se pro většinu vedení, snáší i krátký řez, ale osvědčilo se vedení s řezem na dlouhý vodorovný tažeň, vhodné jsou podnože SO-4, Cr 2 a 125 AA. Jedná sa o velmi plodnou odrůdu, je vhodné nižší zatížení oček. Plodnost je vyšší až vysoká, 10–15 t/ha (2,5 až 4 kg/keř) při cukernatosti 17–20 °NM a obsahu kyselin 8–10 g/1, ve zkouškách pro registraci bylo v tříletém průměru dosaženo výnosu 14,5 t/ha při průměrné cukernatosti 19° NM.

### Fenologie
Doba rašení oček je středně pozdní (mezi odrůdami Veltlínské zelené a Ryzlink rýnský), kvete středně pozdně, zaměká středně pozdně. Sklizňová zralost nastává začátkem až v první polovině října.

### Choroby a škůdci
Proti napadení houbovými chorobami je odrůda méně až středně odolná, citlivá je zejména k plísni šedé (Botrytis cinerea).

### Poloha a půdy
Vyžaduje svahovité pozemky s jižní, jihovýchodní či jihozápadní expozicí. Na půdu má vyšší nároky. Nesnáší suché půdy, optimální jsou půdy hlinité až hlinito-písčité, dostatečně záhřevné. Předpokladem kvality je i dostatečná vododržnost půdy.

## Víno
Technologie zpracování hroznů je velmi závislá na kvalitě suroviny. Pro nedostatečně vyzrálé hrozny se volí kratší doba macerace (6–8 dní), ta umožní vyrobit výrazně aromatické, chuťově jemné, jakostní víno. Přívlastky vyžadují delší dobu macerace. Vhodné je dosažení minimálně 13 obj. % alkoholu, víno je potom vhodné pro zrání v sudech. V obou kategoriích vín je nutná jablečno-mléčná fermentace, ta zjemní chuť a zvýrazní aroma červeného ovoce.
Ariana je vhodná pro výrobu velmi zajímavých odrůdových vín. Charakter vín připomíná vyzrálá vína odrůdy Zweigeltrebe. Víno je tmavě rubínové až granátové barvy, plné, harmonické, sametově hebké, dostatečně barevné, velmi dobré kvality s jemným obsahem tříslovin. Zráním získává na kvalitě. Ve vůni a chuti můžeme hledat peckovité ovoce, třešně a višně. Odrůdová vína jsou vhodná ke střednědobé archivaci.

### Stolování
Mladší odrůdová vína s ovocnými tóny jsou vhodná k červeným masům a sýrům s bílou plísní. Vyzrálejší vína skvěle doplňují hovězí maso a divočinu, i v pikantnějších úpravách a také sýry s modrou plísní

### Multimédia
- Ing. Radek Sotolář : Multimediální atlas podnožových, moštových a stolních odrůd révy, Mendelova zemědělská a lesnická universita Brno, zahradnická fakulta v Lednici
- Martin Šimek : Encyklopédie všemožnejch odrůd révy vinné z celýho světa s přihlédnutím k těm, co již ouplně vymizely, 2008–2012